# Festival REC
El Festival REC, originalmente conocido como Rock en Conce, es un evento musical gratuito que se desarrolla anualmente desde 2015 en el Parque Bicentenario de Concepción y desde 2022 también en el Teatro Biobío en Concepción, Chile.
Es catalogado como el evento musical gratuito más grande de Chile y uno de los más grandes de Latinoamérica junto a Rock al Parque.
En su edición de 2024 reunió a 250 mil personas y a más de 360 mil espectadores en 2025. Asimismo, desde la edición de 2023, al menos un 40% de los artistas en escena son mujeres.

## Historia

### Antecedentes (1990s-2000s)
Haciendo gala de su imagen como «ciudad del rock»y «cuna del rock chileno» y su posterior nombramiento como Ciudad Creativa de la Música por la Unesco,Concepción albergó entre los años 90 y 2000 eventos como Rock al Sur del Mundo, Gritos de Fin de Siglo, a cargo de la municipalidad de Concepción en el Parque Ecuador y el Festival de Bandas de la Universidad de Concepción.

### Orígenes (2004-2014)
Entre 2004 y 2007, los hermanos Manuel Lagos y Sergio Lagos se reunieron con el periodista Rodrigo Pincheira para consultar su opinión sobre hacer un festival de música en Concepción, quien respondió afirmativamente.
En 2014, Rodrigo Díaz, entonces intendente de la región del Biobío, planteó un "Woodstock en Concepción", quien, a través de su jefa de comunicaciones, María Elizabeth Soto, conversó con el periodista Rodrigo Álvarez sobre la posibilidad de hacer un evento musical. Finalmente, fueron Díaz y Manuel Lagos quienes acordaron la creación del «Festival Rock en Conce».
El proyecto se tramitó con el entonces Consejo Nacional de las Culturas, las Artes y el Patrimonio, el Gobierno Regional y el Servicio Nacional del Turismo,quienes acordaron la entrega de 200 millones de pesos de la época. 

### Primera edición (2015)
Originalmente pensado para ser realizado en noviembre de 2014 o enero del año siguiente, finalmente se realizó en marzo de 2015 por "temas administrativos, el turismo y la consolidadación de la marca".Previo a la primera edición, se realizaron 8 murales en Concepción con temas relacionados al rock de la región, a cargo de artistas locales.   
La primera artista confirmada del evento fue Ana Tijoux.Las bandas anunciadas se presentaron el 7 de marzo de 2015 en el Parque Bicentenario de Concepción, como ha sido desde entonces.

## Ediciones

### 2015
El sábado 7 de marzo de 2015 se presentaron 12 bandas y artistas en el festival, además de 2 DJs de la región. Los artistas de la primera edición fueron Plumabits, Machuca, Cantareman, Niño Cohete, Florida, Sergio Lagos, López, Julia Smith, Emociones Clandestinas, Santos Dumont, Los Tres, Julius Popper, De Saloon y Ana Tijoux, todo esto en el mismo escenario que se instaló previamente. En la primera edición, llegaron hasta el Parque Bicentenario cerca de 60 mil personas para presenciar el show musical entre el mediodía y las 11 de la noche.

### 2016
En la segunda edición, el evento nuevamente se realizó por primera vez en dos días: el sábado 12 y el domingo 13 de marzo. La primera jornada se inició a las 12 de la tarde y terminó a las 10 de la noche, mientras que, en el segundo día, las presentaciones de las bandas comenzaron a las 12:30 de la tarde y finalizaron a las 10 de la noche.
Respecto a la cantidad de asistentes, la cifra llegó a las cien mil personas aproximadamente entre los dos días que se realizó el festival. Respecto a las bandas oriundas de la Región del Biobío fueron 16 agrupaciones las que se presentaron en el escenario principal. Además, en el evento se realizaron grafitis y se impulsó el reciclaje.
En la etapa de promoción del evento, la organización creó un documental de cuatro capítulos emitido por Canal 13 sobre la historia musical de Concepción. La conducción estuvo a cargo del vocalista de Los Bunkers, Álvaro López.
En la jornada del 12 de marzo, el evento contó con la presencia de la banda internacional Molotov, además de Javiera y los Imposibles, Cangaceiro, Lucybell, Fernando Milagros, Kalule, Kayros, Planeta No, Animales Exóticos Desamparados, Tetite Tutate y Los Brando. Mientras que el 13 de marzo el show tuvo la participación de Chancho en Piedra, Gepe, Pegotes, Los Tetas, Achú, Mantarraya, Intruso, La Romería de Santa Fortuna, Adreade, Los Temibles Sandovales y La BIG Rabia.

### 2017
Se realizó los días sábado 18 y domingo 19 de marzo, rindiéndole un homenaje a Violeta Parra, en el que se interpretaron algunas de las obras de la artista, a cargo de Alex Anwandter, La Negra Ácida, Electrodomésticos, Fernanda Leiva, Oso de Hielo, Mulier, Inarbolece y Jorge Raby.
Otro artista que recibió un homenaje en la edición de 2017 fue Ángel Parra, producto de su fallecimiento la semana anterior. El reconocimiento al artista estuvo a cargo de sus hijos Javiera y Ángel.
En aquella versión, se contó con la participación de 8 bandas de la Región del Biobío. Para seleccionarlas, un comité hizo una preselección de artistas, pero estos debían cumplir con algunos requisitos, como tener material promocional, al menos un videoclip, poseer como mínimo un disco, disponer de 25 minutos de trabajo musical inédito, que no hubiesen participado de la edición de 2015 y 2016 del festival, además contar con experiencia de presentaciones en directo. El comité tuvo la tarea de elegir a 6 bandas, mientras que los otros dos artistas restantes fueron elegidos por el público en el sitio web oficial del festival.
Otros artistas que presentaron fueron Mala Rodríguez, Weichafe, Los Muertos, Los Jaivas, Nicole y Vibración Eleva. Mientras que en la jornada del domingo 19 estuvo en el escenario la banda argentina Bersuit Vergarabat, Gondwana, Beto Cuevas y Los Insolentes.

### 2018
Se desarrolló el sábado 3 de marzo y el domingo 4 del mismo mes. La organización aseguró que entre ambas jornadas el evento contó con la presencia de 100 mil personas aproximadamente.  
En la primera jornada se presentó el intérprete argentino Fito Páez, además de los chilenos Veneno, López, Ases Falsos, Cómo Asesinar a Felipes, Sinergia y Javiera Mena. Al día siguiente, se presentaron Primal Scream, Kuervos del Sur, Lanza Internacional, Los Miserables, Dulce y Agraz, Pedropiedra y Camila Moreno.
La versión de 2018 incorporó un espacio infantil en el Anfiteatro del Parque Bicentenario, se realizaron actividades artísticas infantiles, entre las que destacan el cine, el teatro, algunos juegos, la música, títeres y algunos talleres. La primera jornada contó con la participación del grupo de títeres Los Fantoches, para el teatro infantil estuvo El Rostro, también las acrobacias se hicieron presentes con el Centro Cultural TelArbol, entre otras actividades. Mientras que el domingo se presentó el Mago Yeng, los payasos Tetite y Tutate, además de Bío Bío Cine, que estuvo presente sábado y domingo.

### 2019
La versión de ese año se realizó el sábado 16 de marzo y el domingo 17 del mismo mes. Según cifras de la organización del festival, hasta el Parque Bicentenario de la Región del Biobío llegaron cerca de 180 mil personas, aunque las autoridades del sector establecieron en 170 mil la cifra de asistentes.
En la edición de 2019 nuevamente se realizaron actividades relacionadas con el dibujo, el yoga, incluso algunos talleres de artes visuales, todo esto como un complemento al espectáculo en el escenario principal. Otra particularidad de aquella versión, es que las autoridades de Concepción decidieron reemplazar los nombres de algunas calles que son cercanas al Parque Bicentenario por nombres de bandas como Los Bunkers, Los Tres y Emociones Clandestinas, siendo esto algo esporádico con el objetivo de realizar un reconocimiento a los artistas de la región.
La jornada del sábado inició con el espectáculo para los niños y niñas a cargo de Cantando Aprendo a Hablar, para posteriormente dar paso a otros artistas como Saiko, We are The Grand, las cantantes Camila Gallardo, Ana Tijoux, María Colores, y la banda colombiana Aterciopelados. Mientras que el día domingo comenzó con el show de Cachureos, después de eso llegaron hasta el escenario principal artistas como Francisca Valenzuela, Charly Benavente, Lucybell, además de la banda sueca The Cardigans y la agrupación argentina Babasónicos.

### 2020
En enero de 2020, Carabineros no autorizó el Parque Bicentenario como recinto para desarrollar el evento en ese lugar, ya que a su juicio no estaban las condiciones de seguridad necesarias para realizar el espectáculo, considerando la situación social que enfrentó Chile en esos meses en el contexto del estallido social.
Luego de semanas de misterio, por la posible suspensión del evento, las autoridades confirmaron al Parque Bicentenario como el lugar definitivo para la versión de 2020. El intendente de la Región del Biobío, Sergio Giacaman, informó sobre la decisión. Aunque se estableció adelantar la fecha de realización, se propuso el sábado 29 de febrero y el domingo 1 de marzo. Finalmente el festival se desarrolló en la fecha informada por el intendente y contó con la presencia de 125 mil asistentes aproximadamente.
Por motivos de seguridad, se decidió adelantar el inicio del evento a las 11 de la mañana, con el objetivo de finalizar cerca de las 9 de la noche para tener luz solar, por esta decisión los artistas estuvieron máximo 45 minutos en el escenario. Respecto a la parrilla de artistas el día sábado se presentaron Los Tres, Cetáceos, el grupo colombiano Bomba Estéreo y otras bandas chilenas y de la región. Mientras que el domingo contó con el show de Vicente Cifuentes, Rocío Peña, la banda argentina Miranda, la agrupación estadounidense Starship, entre otros cantantes. Producto del cambio de fecha, la banda británica Suede no se pudo presentar en el festival, ya que su agenda no coincidió con la nueva fecha, incluso la banda decidió suspender otras presentaciones en Chile.

### 2021
Por la situación sanitaria que afectó al mundo, la edición 2021 no se pudo desarrollar. Aunque en noviembre de 2020 las autoridades de la región del Biobío impulsaron un proyecto cercano a los 900 millones de pesos para financiar distintas actividades, entre ellas Rock en Conce. El intendente del Biobío, Sergio Giacaman aseguró que tenían la intención de realizar el festival en 2022 y en 2021, en una fecha que se debía confirmar, ya que la pandemia no les permite proyectar un plazo definitivo, debido a los constantes cambios que existen con la crisis sanitaria.
Pero en abril de 2021, el Gobierno Regional de Biobío, sugirió no entregar los fondos para la ejecución del festival, esto principalmente por la incertidumbre que tenían por la viabilidad del proyecto por la situación sanitaria. En junio del mismo año, la seremi de salud del Biobío dio a conocer dos informes en los que declaró como desfavorable la realización del festival, ya que la pandemia no permite tener certezas de cómo estará la situación en los próximos meses , lo que también afecta en los posibles aforos. Esto complicó la entrega de financiamiento para la edición de 2021 y 2022.

### 2022
Luego de la cancelación de la edición del año anterior, producto de la crisis sanitaria, se decidió que el festival debía volver el año 2022, aunque no en las mismas fechas que las ediciones anteriores, las cuales cerraban el verano, sino que esta vez sería el 5 y 6 de noviembre. 
Por primera vez en la historia del festival, el público pudo votar por un artista local para que se presentara en el escenario principal del evento. El día 13 de septiembre se dio a conocer el line-up oficial, que cuenta con una parrilla de 39 artistas en total. Entre los nacionales destacan nombres como Alex Anwandter, Chico Trujillo, Princesa Alba, Chanco en Piedra, Ases Falsos, Javiera Mena y Dulce y Agraz, junto con las bandas británicas Kula Shaker y Hot Chip, y la banda argentina Catupecu Machu, las que se distribuyeron en un total de cuatro escenarios, incluyendo por primera vez la sala principal del Teatro Biobío.
La producción del evento quedó a cargo de la Corporación Cultural del Teatro Biobío, la que recibió aportes cercanos a los 1.500 millones de pesos de parte del Gobierno Regional.

### 2023
La versión de 2023 se desarrolló los días 28 y 29 de octubre. El evento estuvo marcado por las fuertes lluvias ocurridas el sábado 28, lo que llevó a reprogramar las presentaciones al aire libre, debiendo trasladarlas para la segunda jornada. Sin embargo, lo anterior produjo que varias bandas confirmadas quedaran fuera de la programación. Esta edición contó con la participación de destacados artistas internacionales como Café Tacvuba, Juanes, 2 Minutos y la banda de post-grunge Candlebox. Además, la escena nacional estuvo representada con artistas como Pánico, Pedropiedra y Los Miserables.
Esta edición marcó el record de asistentes en una sola jornada hasta ese entonces, sumando más de 130 mil personas solo el día domingo.

### 2024
La edición de ese año se realizó los días 23 y 24 de marzo. Algunas de las bandas extranjeras que se presentaron durante esta edición El Mató a un Policía Motorizado y la agrupación británica UB40. Por otra parte, artistas como Los Bunkers, Gondwana, Congreso y Pascuala Ilabaca fueron parte de los números chilenos. Una de las características del festival es dar espacio a artistas locales de la Región del Bío Bío, escena que estuvo representada en 2024 por grupos como Santos Dumont, Larrea Trip, Yakuza 3000 y La Julia Smith. Por otro lado, el evento estuvo marcado por la participación de 18 artistas mujeres, lo que representa el 40% del line up total.

### 2025
El 13 de febrero de 2025, el festival y Chilevisión sellaron un acuerdo para la transmisión televisada del evento desde su sitio web, su canal de Youtube y el canal Chilevisión Contigo de Pluto TV.La edición de aquel año se realizó los días 15 y 16 de marzo. Las bandas titulares del evento fueron Suede, Garbage, Los Tres, Julieta Venegas, Ana Tijoux, Inti Illimani Histórico, Joe Vasconcellos, Gepe, Saiko, Cómo Asesinar a Felipes y Loyaltty.La primera jornada reunió a 175 mil espectadores, mientras que la segunda, 185 mil espectadores, logrando el récord histórico por jornada y por edición, alcanzando 360 mil personas.

## Lineup por año
| N.º | Año  | Fecha(s)                   | Recinto                                           | Headliners |
| --- | ---- | -------------------------- | ------------------------------------------------- | --- |
| 1°  | 2015 | 7 de marzo                 | Parque Bicentenario de Concepción                 | Emociones Clandestinas, Santos Dumont, Los Tres, Julius Popper, De Saloon, Ana Tijoux                                                                                                   |
| 2°  | 2016 | 12 y 13 de marzo           | Parque Bicentenario de Concepción                 | Molotov, Javiera y los Imposibles, Lucybell, Fernando Milagros, Planeta No, Chancho en Piedra, Gepe, Los Tetas                                                                          |
| 3°  | 2017 | 18 y 19 de marzo           | Parque Bicentenario de Concepción                 | Alex Anwandter, Electrodomésticos, Mala Rodríguez, Weichafe, Los Jaivas, Nicole,Bersuit Vergarabat, Gondwana, Beto Cuevas                                                               |
| 4°  | 2018 | 3 y 4 de marzo             | Parque Bicentenario de Concepción                 | Fito Páez, Ases Falsos, Cómo Asesinar a Felipes, Sinergia, Javiera Mena, Primal Scream,Kuervos del Sur, Lanza Internacional, Los Miserables, Dulce y Agraz, Pedropiedra y Camila Moreno |
| 5°  | 2019 | 16 y 17 de marzo           | Parque Bicentenario de Concepción                 | Saiko, We are The Grand, Camila Gallardo, Ana Tijoux, María Colores, Aterciopelados, Francisca Valenzuela, Lucybell, The Cardigans y Babasónicos                                        |
| 6°  | 2020 | 29 de febrero y 1 de marzo | Parque Bicentenario de Concepción                 | Los Tres, Bomba Estéreo, Vicente Cifuentes, Miranda, Starship |
| 7°  | 2022 | 5 y 6 de noviembre         | Parque Bicentenario de Concepción y Teatro Biobío | Hot Chip, Catupecu Machu, Alex Anwandter, Chico Trujillo, Princesa Alba, Chanco en Piedra, Ases Falsos, Javiera Mena, Kula Shaker, Dulce y Agraz                                        |
| 8°  | 2023 | 28 y 29 de octubre         | Parque Bicentenario de Concepción y Teatro Biobío | Café Tacvuba, Juanes, 2 Minutos, Candlebox, Pánico, Pedropiedra, Los Miserables |
| 9°  | 2024 | 23 y 24 de marzo           | Parque Bicentenario de Concepción y Teatro Biobío | El Mató a un Policía Motorizado, UB40, Los Bunkers, Gondwana, Congreso, Pascuala Ilabaca, Santos Dumont                                                                                 |
| 10° | 2025 | 15 y 16 de marzo           | Parque Bicentenario de Concepción y Teatro Biobío | Suede, Garbage, Los Tres, Julieta Venegas, Ana Tijoux, Inti Illimani Histórico, Joe Vasconcellos, Gepe, Saiko, Cómo Asesinar a Felipes.                                                 |

## Financiamiento
A pesar de que surgió como un evento financiado íntegramente por instituciones públicas,el Festival REC es un proyecto de financiamiento mixto: el Gobierno Regional del Biobío en la edición 2025 aportó el 50% del costo total del evento, lo que equivale a 1.980 millones de pesos chilenos. El resto del financiamiento lo gestionó Teatro Biobío con auspicios privados, aportes de organizaciones y servicios públicos y privados asociados.

## Impacto económico
Según estudios, la edición 2022 del festival tuvo un impacto económico total de 6,8 veces la inversión inicial, equivalente a más de 6 mil millones de pesos chilenos,y que los asistentes gastaron un promedio de 43 mil pesos chilenos por persona en alojamiento, alimentación y movilización, casi el doble de lo estimado para la versión 2019.
En la edición siguiente, el impacto económico indirecto alcanzó los 6.886 millones de pesos chilenos, con una tasa de conversión de cinco por uno.
En 2025, según un estudio desarrollado por Evento Medido en colaboración con INACAP, la edición de ese año generó un impacto económico total de $18.958 millones de pesos chilenos, un 92% más que en la edición anterior.

## Asistencia por edición
- 2015: 60.000 espectadores[15]
- 2016: 100.000 espectadores[21]
- 2019: 180.000 espectadores[55]
- 2020: 125.000 espectadores[56]
- 2024: 250.000 espectadores[7]
- 2025: 360.000 espectadores[9]